# Frédéric Boilet
 (décembre 2018).
Frédéric Boilet est un auteur de bande dessinée, essayiste et photographe français né le 16 janvier 1960 à Épinal, ayant vécu et travaillé au Japon.

## Biographie

### Études et débuts
En 1978, il entre à l'École des beaux-arts de Nancy dont il sort en 1983. Cette même année, il publie son premier album, La Nuit des Archées (Bayard Presse), avec Guy Deffeyes. Il publie ensuite deux albums de bande dessinée historique chez Glénat (Les Veines de l'Occident, avec René Durand).
En 1987, il sort son premier album en tant que scénariste et dessinateur : le Rayon vert (Magic Strip), très remarqué par la critique mais auquel le public aura difficilement accès car l'éditeur fait faillite peu après la parution. En 2009, l'album est réédité aux Impressions Nouvelles.

### Premiers séjours au Japon
En 1990, Boilet sort 36 15 Alexia, un album qui évoque de manière le sujet des rencontres par minitel.
La même année, avec le soutien de l'entreprise Shoei et du Centre national des lettres, qui lui octroient une bourse, Frédéric Boilet part au Japon. De ce voyage est issu Love Hotel qui raconte l'odyssée tragi-comique d'un Français au Japon. Benoît Peeters coécrit le scénario, l'album sort en 1993.
L'année suivante, boursier de la villa Kujoyama de Kyōto (la villa Médicis japonaise) d'avril à septembre, ce qui est une première pour un auteur de bandes dessinées[réf. nécessaire], Boilet entame Tōkyō est mon jardin, une suite à Love Hotel.

### L’Atelier des Vosges
En 1995, il fonde l'Atelier des Vosges (place des Vosges à Paris), avec ses amis Christophe Blain, David B., Marc Boutavant, Émile Bravo, Emmanuel Guibert, Hélène Micoud, Joann Sfar, Fabrice Tarrin et Tronchet. À cette époque sort l'album Demi-tour, coscénarisé par Benoît Peeters.

### Installation au Japon
En 1997, Boilet retourne au Japon dans l'intention de s'y établir. Là-bas, il publie une adaptation japonaise de Tōkyō est mon jardin, ainsi que des œuvres destinées au public japonais comme le récit Une belle manga d'amour et la série de textes illustrés Prisonnier des Japonaises. Boilet en obtient une grande notoriété. À distance, il participe à la revue de critique et théorie de la bande dessinée L'Indispensable.

### Manga Nouvelle Vague
En parallèle à sa carrière d'auteur, Boilet incite les auteurs et éditeurs japonais et français à coopérer sur divers projets et fait découvrir en France Jirō Taniguchi[réf. nécessaire]. Il participe au mouvement transculturel Nouvelle Manga, intitulé faisant directement référence à la Nouvelle Vague, et dirige de 2004 à 2008 la collection de mangas d'auteur Sakka de Casterman. Il dirige d'ailleurs en 2005 l'ouvrage collectif Japon, paru en France (Casterman, collection Écritures) et au Japon, auquel collaborent de nombreux artistes européens et japonais.

### Retour en France
En 2009, il se réinstalle en France avec la dessinatrice Aurélia Aurita, dans les Vosges.

## Publications

### Ouvrages édités en France
- La Nuit des Archées - scénario de Guy Deffeyes (Bayard Presse, 1983)
- Les Veines de l'Occident, t. 1 : la Fille des Ibères - scénario de René Durand (Glénat, 1985)
- Les Veines de l'Occident, t. 2 : le Cheval-Démon - scénario de René Durand (Glénat, 1988)
- Le Rayon vert (Magic Strip 1987, réédition revue et augmentée Les Impressions Nouvelles, 2009)
- 36 15 Alexia (Les Humanoïdes Associés 1990, rééd. Ego comme X, 2004)
- Love Hotel - en collaboration avec Benoît Peeters (Casterman 1993, rééd. Ego comme X, 2005)
- Tōkyō est mon jardin - en collaboration avec Benoît Peeters et Jirō Taniguchi (Casterman 1997, rééd. 2003, rééd. Ego comme X, 2011, rééd. Casterman, 2018)
- Demi-tour - en collaboration avec Benoît Peeters et Emmanuel Guibert (Dupuis Aire libre, 1997)
- L'Épinard de Yukiko (Ego comme X 2001, rééd. Les Impressions Nouvelles, 2017)[4]
- Mariko Parade - en collaboration avec Kan Takahama (Casterman, 2003)
- L'Apprenti Japonais, textes, dessins, photographies (Les Impressions Nouvelles, 2006)
- Elles (Ego comme X, 2007)
- Demi-tour 2.0 - en collaboration avec Benoît Peeters et Emmanuel Guibert (Dupuis Aire libre, 2010)
- Vivi des Vosges[5] - en collaboration avec Aurélia Aurita (Les Impressions Nouvelles, 2011)
- 286 jours - en collaboration avec Laia Canada (Les Impressions Nouvelles, 2014)[6]

### Ouvrages édités au Japon
- Tōkyō wa boku no niwa (東京は僕の庭?, Tōkyō est mon jardin) - en collaboration avec Benoît Peeters et Jirō Taniguchi (Kōrinsha, 1998)
- Ren'ai manga ga dekiru made (恋愛漫画ができるまで?, Une belle manga d'amour) - en collaboration avec Benoît Peeters et Emmanuel Guibert (Bijutsu Shuppansha 1999)
- Yukiko no hōrensō (ゆき子のホウレン草?, L'Épinard de Yukiko) (Ohta Publishing, 2001)
- Mariko Parade (まり子パラード?) - en collaboration avec Kan Takahama (Ohta Publishing, 2003)

## Récompenses
- 2006 : prix Petit Robert à Quai des Bulles[7].